# (564160) 2016 FR59
(564160) 2016 FR59 est un objet transneptunien de la ceinture de Kuiper.

## Caractéristiques
(564160) 2016 FR59 mesure probablement environ 200 km de diamètre.

## Orbite
L'orbite de 2016 FR59 possède un demi-grand axe de 36,08 ua et une période orbitale d'environ 216 ans. Son périhélie l'amène à 34,72 ua du Soleil et son aphélie l'en éloigne de 37,44 ua. 

## Découverte
2016 FR59 a été découvert le 29 mars 2016.